# Éva Földes

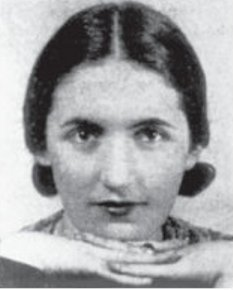
Éva Földes (um 1935)

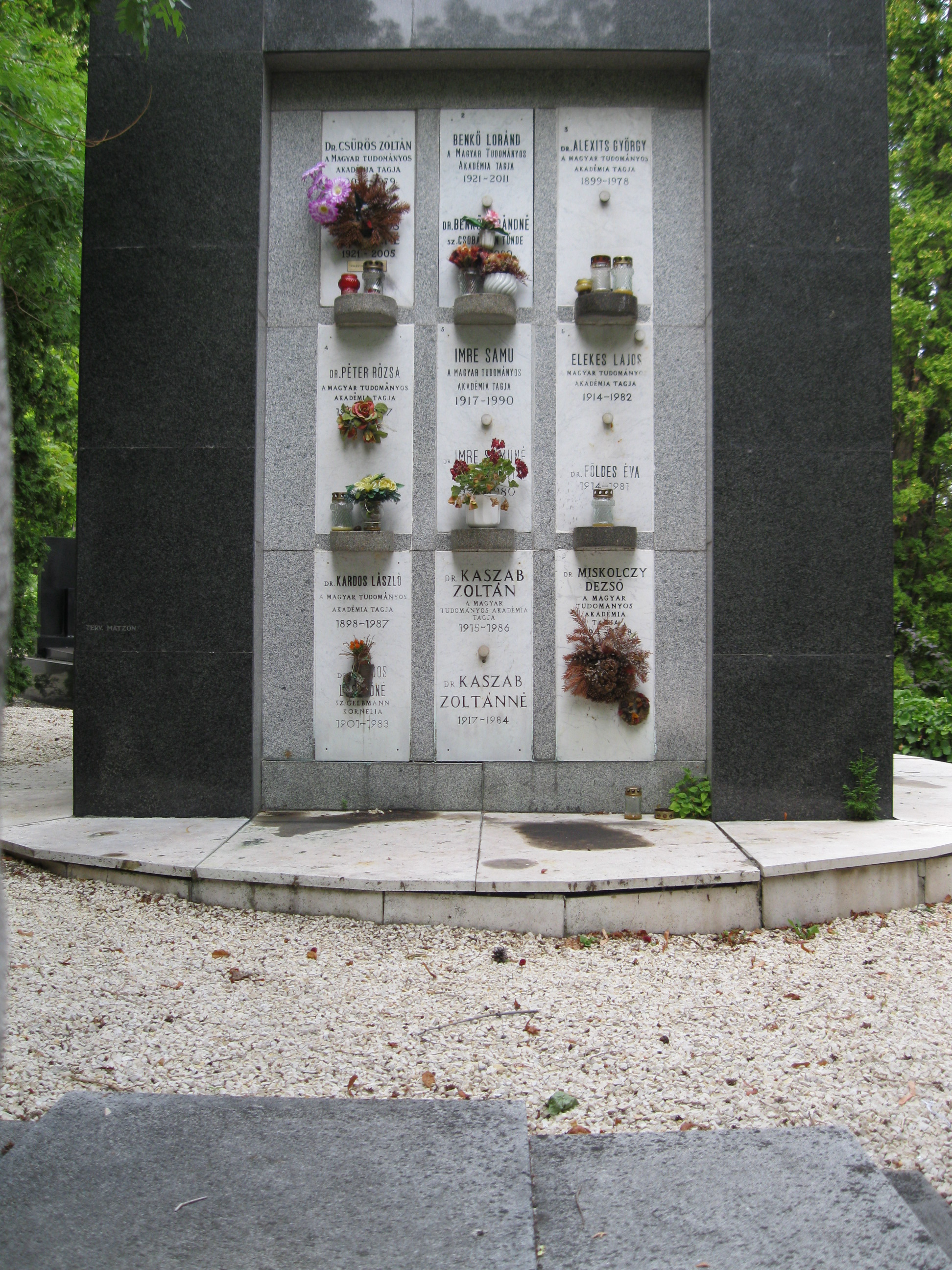
Grab auf dem Farkasréti temető

Éva Földes (geboren 6. Juli 1914 in Szombathely, Österreich-Ungarn; gestorben 9. Juli 1981 in Balatonalmádi) war eine ungarische Sporthistorikerin.

## Leben
Éva Földes’ Vater Sámuel Földes war Kaufmann und nebenher Präsident des Fußballvereins Szombathelyi Athletikai Klub. Die Familie zog 1925 nach Budapest, wo Éva die Schule besuchte und danach an der Péter-Pázmány-Universität Italienisch, Kunstgeschichte und Pädagogik studierte. Földes begann als Lehrerin für Französisch, Italienisch und Latein zu arbeiten. Sie schrieb nebenher für die Zeitung Dolgozó Asszonyok Lapja (Arbeiterinnenzeitung). Nach den Olympischen Spielen 1936 hatte sie Gelegenheit, die ungarischen Olympiasiegerinnen Ilona Elek-Schacherer und Ibolya Csák für die Zeitung zu interviewen. Zur Vorbereitung eines Buchs über Mussolini reiste sie nach Italien, wo sie dessen Ehefrau Rachele Guidi interviewte. Das Buch erschien 1937.
Im Jahr 1944 erhielt sie als Jüdin ein Berufsverbot aufgrund der Verschärfung der ungarischen antisemitischen Gesetze und musste Zwangsarbeit leisten. Ende 1944 wurde sie vom Eichmann-Kommando unter Mitwirkung der ungarischen Gendarmerie aus Ungarn deportiert. Sie war im KZ Ravensbrück inhaftiert und kam von dort zur Zwangsarbeit in das Außenlager Venusberg des KZ Flossenbürg. Anfang Mai 1945 wurde sie auf einem Todesmarsch in das KZ Mauthausen verlegt und dort von der US-Armee befreit.
Nach Kriegsende arbeitete sie wieder als Journalistin und begleitete die ungarische Mannschaft als Übersetzerin und Pressesekretärin zu den Olympischen Spielen nach London. Földes nahm am Kunstwettbewerb der Olympischen Sommerspiele 1948 teil, die Entscheidungen im Kunstwettbewerb wurden traditionell bereits vor den Spielen bekanntgegeben, die Ehrungen fanden während der Spiele statt. Földes gewann für ihr Werk Der Jungbrunnen die Bronzemedaille in der Kategorie Epische Werke, die Goldmedaille ging an Gianni Stuparich. Ihr Text setzt sich mit Lucas Cranachs Gemälde Der Jungbrunnen auseinander.
Földes erhielt 1948 den Ungarischen Verdienstorden in Bronze und 1952 den Sportverdienstorden in Silber (Magyar Népköztársasági Sportérdemérem ezüst fokozat). Sie wurde mit einer Dissertation zur Geschichte des Sportunterrichts in Ungarn promoviert. 1961 wurde sie zur Professorin für Sporterziehung und Sportgeschichte an die Sporthochschule Budapest berufen.
Földes war mit dem Romanisten und Historiker Lajos Elekes (1914–1982) verheiratet. Sie starb 1981 bei einem Bootsunfall auf dem Balaton.

## Schriften (Auswahl)
- Mussolini az ujságoió … 1, Biop – mussolini. Otthon-nyowa, Budapest 1937
- Mussolini az ujsáqvió … 2, Benito Mussolini giornalista Italie, Presse 1910–1923. Otthon-nyowa, Budapest 1937
- mit Emma Szabó: Kossuth Zsuzsánna; a magyar szabadság ismeretlen hősnőjének élete és levelei. Szerzö kiadása, Budapest 1944
- Fejezetek a magyar testnevelés történetéből. I. rész. 1849-ig. Dissertation 1955
- A tanácsköztársaság sportja. Sport lapés könyvkiadó, Budapest 1959
- A sport történetéből. Móra, Budapest 1959
- Népoktatási, népnevelési törekvések a korai antifeudális népi-forradalmi mozgalmakban. Akadémiai Kiadó, Budapest 1964
- mit István Mészáros (Hrsg.): Comenius and Hungary : Essays. Akadémiai Kiadó, Budapest 1973